# Оболонянська волость
Оболонянська волость — адміністративно-територіальна одиниця Хорольського повіту Полтавської губернії з центром у містечку Оболонь.
Старшинами волості були:
- 1900 року запасний солдат Петро Павлович Гладкій[1];
- 1904 року селянин Іван Тимофійович Корж[2];
- 1913—1915 роках селянин Петро Михайлович Мацьківський[3],[4].